# Kardomia squarrulosa
Kardomia squarrulosa là một loài thực vật có hoa trong Họ Đào kim nương. Loài này được (Domin) Peter G.Wilson mô tả khoa học đầu tiên năm 2007.